# Savage Grace (groupe)
Pour les articles homonymes, voir Savage Grace.
Savage Grace est un groupe américain de power et speed metal, originaire de Los Angeles, en Californie.

## Histoire
Le groupe est formé en 1981 sous le nom de Marquis De Sade et était composé du guitariste Chris Logue, du bassiste Brian East, du batteur Dan Finch III et du chanteur Kelly Rhoads, frère de Randy Rhoads, guitariste d'Ozzy Osbourne. Le nom d'origine est Marquis de Sade, du nom de l'aristocrate français du même nom. Les premières démos sont enregistrées par Randy Rhoads, avec Kelle au chant. Randy suggère à Kelle le nom de Savage Grace, d'après le groupe de rock homonyme des années 1970, originaire du Michigan.
Metal Blade Records sélectionne la chanson Scepters of Deceit dans une démo de trois chansons pour leur compilation Metal Massacre II de 1982, avec Dwight Cliff comme nouveau chanteur. Suivent des apparitions avec Exodus, Abattoir et Armored Saint. À cette époque, John Birk rejoint le groupe en tant que nouveau chanteur, tandis qu'un autre guitariste, Kenny Powell, s'ajoute.
Le premier EP du groupe, The Dominatress, sorti en 1983, est enregistré avec Logue à la guitare, Brian « Beast » East à la basse, Dan Finch à la batterie, John Birk au chant et le nouveau guitariste Kenny Powell à la guitare (qui part ensuite former son propre groupe, Omen). Birk apprend son exclusion lors d'une interview radio du groupe. Au début de l'été 1984, Mike Smith est présenté comme le nouveau chanteur remplaçant de Birk. Mark Marshall (ex-Agent Steel) devient le nouveau guitariste.
Le premier album du groupe, Master of Disguise, sort en 1985. La couverture controversée de l'album représente un policier aux yeux rouges de démon gardant une fille aux seins nus, bâillonnée et menottée à sa moto. L'album est enregistré avec un seul guitariste, Chris Logue s'occupant de toutes les sections rythmiques. Lors de sa sortie, le groupe a pour membre pendant une courte période Kurt Phillips du groupe canadien Witchkiller puis Mark « Chase » Marshall. Plus tard, Mike Smith est licencié, Logue est chanteur et, après une tournée en Europe, Dan Finch quitte le groupe pour des raisons de santé.
Le deuxième album, After the fall from Grace, en 1986, est enregistré par Chris Logue aux guitares et au chant, Brian East à la basse, Mark « Chase » Marshall à la guitare et Mark Marcum à la batterie. Cela est suivi d'une tournée européenne avec Heir Apparent, où les groupes échangent son bassiste, de sorte que Derek Peace rejoint Savage Grace. Toujours en 1986, le groupe commence à travailler sur son troisième album, qui ne sortira jamais. La dernière publication du groupe, l'EP Ride Into The Night, en 1987, outre les quelques nouvelles créations, comprend une reprise du classique Burn de Deep Purple. En 1989, le groupe s'installe à New York mais ne parvenant plus à trouver le bon arrangement, après trois ans il retourne à Los Angeles, en Californie, où il se dissout.
En 2009, Logue reforme le groupe avec un line-up complètement différent. Comme aucun de ses anciens camarades du groupe n'est intéressé par une réunion, Oli Weinsheimer (organisateur du festival Keep It True) prend contact avec le groupe de reprises allemand Roxxcalibur. Ils effectuent une tournée européenne en avril et mai en plus de festivals tels que Keep It True et Bang Your Head. Le groupe se sépare en octobre 2010. L'intégralité du catalogue de Savage Grace est réédité par le label allemand Limb Music. Un nouvel album de Savage Grace est également prévu avec ce line-up après la tournée, mais il n'en est rien, car Logue détourne les fonds pendant les préparatifs et quitte l'Allemagne pour une destination inconnue après l'émission d'un mandat d'arrêt pendant les sessions d'écriture de chansons. Le nouveau line-up décide de faire appel à un nouveau chanteur et sort les chansons déjà terminées fin 2013 sous le nom de Masters of Disguise.
En 2020, Logue réactive le groupe une seconde fois et fait appel au guitariste brésilien Kiko Shred comme soutien. En mai 2022, il est annoncé que le groupe avait enregistré son premier album depuis les retrouvailles et recherche un contrat d'enregistrement. Le producteur est Roland Grapow de Helloween. À ce stade, le groupe avait déjà signé pour être la tête d'affiche du festival Keepers of the Flame au Mexique. Fin 2022, Savage Grace annonce un contrat d'enregistrement avec Massacre Records. Le premier album sous Massacre Records, Sign of the Cross, sort début mai 2023. Outre Logue et Kiko Shred, le line-up du groupe comprend d'autres musiciens d'Amérique du Sud.

## Membres

### Membres actuels
- Christian Logue — chant (1981–1992, depuis 2020), guitares (1985–1992, 2009–2010)
- Kiko Shred — guitares (depuis 2020)
- Gabriel Colón — chant (depuis 2022)
- David Sandoval — guitares (depuis 2022)

### Anciens membres
- Brian « Beast » East — basse (1981–1986)
- Kelly Rhoads — chant (1981)
- Steve Wittig — batterie (1981)
- Dan Finch III — batterie (1981–1985)
- Dwight Cliff — chant (1981–1983)
- John Birk — chant (1983–1984)
- Kenny Powell — guitares (1983–1984)
- Kurt Phillips — guitares (1984)
- Mark « Chase » Marshall — guitares (1984–1989)
- Mike Smith — chant (1984–1985)
- Mark Marcum — batterie (1986–1988)
- Derek Peace — basse (1986–1987)
- Neal Delaforce — basse (1987–1988)
- Mike Breanning — basse (1989–1992)
- Marshall Lee Dickerson — batterie (1989–1992)
- Keith Alexander — guitares (1991)
- Gene Chapman — guitares (1992)

### Membres additionnels
- Mario Lang — basse (2009–2010)
- Andreas Neuderth — batterie (2009–2010)
- Roger Dequis — guitares (2009–2010)
- Eric « Kalli » Kaldschmidt — guitares (2009–2010)

## Discographie

### Albums studio
- 1985 : Master of Disguise
- 1986 : After the Fall from Grace
- 2023 : Sign of the Cross

### Démos et EP
- 1982 : 1982 Demo (démo)
- 1982 : Demo (démo)
- 1983 : The Dominatress (EP)
- 1984 : 1984 Demo
- 1987 : Ride Into the Night (EP)